# Pyrofosforsyra
Pyrofosforsyra eller difosforsyra är en oxosyra av fosfor. Dess salter och estrar kallas pyrofosfater.
Pyrofosforsyra framställs genom dehydratisering av fosforsyra vid 200 – 300 °C.
{\displaystyle {\rm {2\ H_{3}PO_{4}\ {\xrightarrow {\Delta }}\ H_{4}P_{2}O_{7}+H_{2}O}}}
Pyrofosforsyra återgår till fosforsyra när den löses i vatten.
{\displaystyle {\rm {H_{4}P_{2}O_{7}+H_{2}O\rightarrow 2\ H_{3}PO_{4}}}}